# Redfoo
Stefan Kendal Gordy, més conegut pel nom artístic de Redfoo (Los Angeles, EUA, 3 de setembre de 1975) és un cantant i DJ estatunidenc. És el fill més jove de Berry Gordy. El 2006 va crear el grup LMFAO.

## Biografia
Stefan Kendal va néixer el 3 de setembre de 1975 fill de Berry Gordy, fundador de la discogràfica Motown, i la productora i escriptora Nancy Leiviska. Va assistir a l'escola secundària amb Will.i.am i GoonRock. Redfoo es va graduar al Palisades Charter High School a Pacific Palisades, Los Angeles, Califòrnia en 1995. És l'oncle de SkyBlu. Redfoo és un entusiasta del tennis. Va participar en el l'Open US de 2012, l'Open d'Austràlia 2013 i el Torneig de Wimbeldon 2013 com a membre de l'equip d'Azarenka. Va intentar classificar-se per a l'Open US de 2013 com a competidor comodí. Es va unir al torneig de qualificacions (secció del nord de Califòrnia) però al juny va ser eliminat en el seu primer partit per a 6 -1, 6-2. Redfoo, a través de la seva línia de roba Party Rock, patrocina Party Rock Open, un torneig femení de la ITF que se celebra a Las Vegas des de 2009.

## Discografia

### Àlbums
- "Balance Beam" (1997)
- "Party Rock " (2009)
- "Sorry For Party Rocking" (2011)
- "Party Rock Maison" (2016)

### Senzills
- "I'm A Miami Trink" (2009)
- "Party Rock Anthem" (2010)
- "Sexy and I Know It" (2011)
- "Champagne Showers" (2011)
- "Sorry For Party Rocking" (2012)
- "Bring Out the Bottles" (2012)
- "Let's Get Ridiculous" (2013)
- "New Thang" (2014)
- "Juice Wiggle" (2015)
- "Brand New Day" (2017)
- "Sock It To Ya" (2017)

## Premis
Fou el primer artista que arribà a 1 milió de "likes" en les xarxes socials amb el videoclip Party Rock Anthem el 15 de novembre de 2011 (sota el pseudònim del grup LMFAO).